# Pont d'en Valentí
El Pont d'en Valentí és una obra del municipi de Montagut i Oix (Garrotxa).

## Descripció
El Pont d'en Valentí està tot bastit amb pedra menuda del país i conformada la seva estructura per dos arcs de mig punt realitzats amb carreus molt ben tallats que encara avui dia es conserven molt bé. El que està pitjor són les baranes, un xic deteriorades. Està ubicat sobre el riu Llierca, afluent per l'esquerra del Fluvià.

## Història
El Pont d'en Valentí, situat en un petit eixamplament de la gorja, té dues arcades. Causa estranyesa trobar un pont antic, relativament important, a un lloc tan desert i solitari, freqüentat tan sols per carboners, llenyataires, desemboscadors i, temps enrere, per contrabandistes.
S'han realitzat obres de restauració dirigides per l'arquitecte de la diputació de Girona, Lluís Baiona i Prats i realitzades per voluntaris del Centre Excursionista de Banyoles.